# Zdrapy (powiat lubelski)
Zdrapy – wieś w Polsce położona w województwie lubelskim, w powiecie lubelskim, w gminie Bychawa.
Wieś szlachecka Zdraby położona była w drugiej połowie XVI wieku w powiecie lubelskim województwa lubelskiego. W latach 1975–1998 miejscowość należała administracyjnie do województwa lubelskiego.
Wieś stanowi sołectwo gminy Bychawa.
Wierni Kościoła rzymskokatolickiego należą do parafii św. Jana Chrzciciela i św. Franciszka z Asyżu w Bychawie.